# 功能键
功能鍵（Function key）是電腦鍵盤上的一系列按鍵，用以執行應用程式的某些功能，通常为F1至F12，但大部分操作系统仍然保留了F13-F24的键位。
蘋果公司於2016年10月所推出第四代全新設計的13英寸以及15英吋MacBook Pro，進階機型以稱為「Touch Bar」的OLED觸控條取代實體功能鍵，但入門機型未配置Touch Bar，仍設有實體功能鍵。

常见的104键QWERTY键盘，上方橙色按键即为功能键。